# Andrea McArdle
Andrea McArdle (Philadelphia, Pennsylvania, 1963. november 5.–) amerikai világhírű broadway-i színésznő, énekesnő, az Annie című musical leghíresebb megformálója. Hangszíne alt.

## Élete
Philadelphiában született. Már gyermekként táncolni és énekelni tanult. Egy tehetségkutató ügynök fedezte fel, aki munkát ajánlott neki. Számos televíziós reklámban szerepet, és még el sem múlt két és fél éves amikor szerepelt a Search for Tomorrow című amerikai-angol szappanoperában.
Az igazi áttörést 1977 elején érte el, amikor kiválasztották az Annie című musical főszerepére. A show hatalmas siker lett, McArdle lett minden idők legfiatalabb előadója akit Tony-díjra jelöltek. 
Pár év kihagyás után 1984-ben tért vissza újra a színpadra, a Jerry's Girls című musicalbe, ahol az Árnyék szerepét kapta meg, de csak a turnék során szerepelt.
Fellépett vendégszereplőként több Las Vegas-i és Atlantic City-i kabarében is, mint Odette. McArdle ismét főszerepet kapott az Annie-ben, bár most ironikusan ábrázolta Miss Hannigan szerepét, a kritikusoknak viszont így is elnyerte a tetszését.
Kiadott egy nagylemezt az Andrea McArdle on Broadway-t, melynek dalait exférje, a híres zeneszerző Edd Kalehoff állította össze. Hét évvel később kiadta Family Christmas című karácsonyi lemezét, melyen nem csak ő, hanem családjának minden tagja énekel, köztük gyermekei, és férje is.
2011 augusztusában elvált férjétől. Visszatért a West Long Beach-i musicalszínházhoz, ahol ismét Miss Hannigan szerepét játssza.

## Lemezei
- 1977 - Annie (Original Broadway)
- 1996 - On Broadway
- 2003 - Family Christmas

## Színházi szerepei
- 1977 - Annie - Annie
- 1984 - Jerry's Girls - Árnyék
- 1985 - Wizard of Oz - Dorothy Gale
- 1987 - Starlight Express - Ashley
- 1989 - Meet Me In St. Louis - Esther
- 1992 - They're Playing Our Song - Sonia
- 1993 - Les Misérables - Fantine / Eponine
- 1995 - State Fair - Margy Frake
- 1996 - Oliver! - Nancy
- 1996 - Joseph and the Amazing Technicolor Dreamcoat - Narrátor
- 1996 - The Fantasticks - Luisa
- 1997 - Evita - Eva Perón
- 1999 - Beauty and the Beast	- Belle
- 2000 - Grease - Sandy
- 2001 - Cabaret - Sally Bowles
- 2006 - Annie Get Your Gun - Annie Oakley
- 2006 - Cabaret - Sally Bowles
- 2007 - Gypsy - Mama Rose
- 2008 - Les Misérables - Fantine
- 2010 - Annie - Miss Hannigan
- 2011 - Blood Brothers - Mrs. Johnstone
- 2011 - Urinetown - Penelope Pennywise
- 2011 - Greenwood the Musical

## Díjak
- 1977 - Theatre World Award - megnyerte
- 1977 - Tony Awards - jelölés

## További információ
- Andrea McArdle a PORT.hu-n (magyarul)
- Andrea McArdle az Internet Movie Database-ben (angolul)
- Andrea McArdle a Rotten Tomatoeson (angolul)
- Andrea McArdle biográfia
- Andrea McArdle diszkográfia